# 戒酒楼

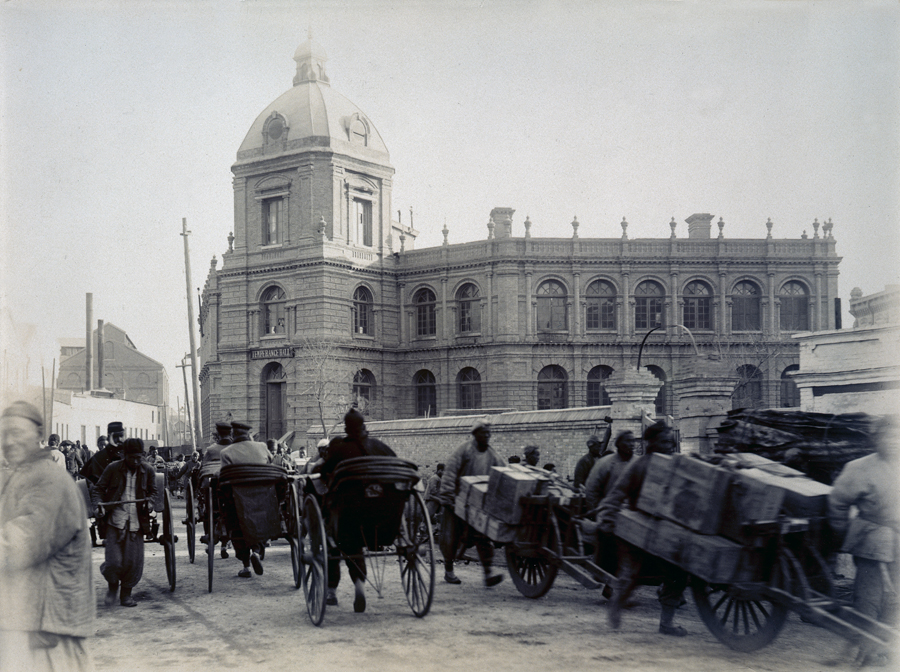
庚子事变之前的戒酒楼

戒酒楼（英語：Temperance Hall）又称禁酒楼或规矩堂，始建于十九世纪中后期，坐落于当时天津英租界的海大道和宝士徒道交口处，今和平区大沽北路和营口道交口南侧），原建筑在庚子事变中被火焚毁，现已不存在。

## 历史
1870年，天津教案发生之后，由于当时各国的军舰经常驶入海河，经常有一些水兵上岸后在租界内酗酒滋事，给租界治安带来很大隐患也给租界的管理者带来了很多麻烦，因此，当时要求减少供应酒精的呼吁给了天津租界的饭店和娱乐业经理们很大的压力。为了避免这类事件的发生，当时租界内的一些教会组织特意为这些水兵安排了戒酒会和茶会等一些娱乐项目。而当时的活动场所一开始多集中在一些私人房屋和合众会堂里进行。后来，一些饭店股东们共同集资自愿捐助，在当时的天津英租界的海大道(Taku Road)和宝士徒道(Bristow Road)交口处（今和平区大沽北路和营口道交口南侧）循道公会附近捐修了一座二层的戒酒楼，当时定名“规矩堂”。建筑建成之后，各国的水兵们可以在戒酒楼中阅读书籍，报纸，作各种游戏。有时，该建筑还要为一些即将离开的的舰艇上的水兵们组织欢送音乐会。当时，戒酒楼活动的组织者有英国人埃蒙德·惠特里(Mr.Edmnud Wbeatley)和阿格尼丝·威斯顿(Miss Agnes Weston)等人，他们组织每个登记的戒酒会会员交纳二十五分钱的月金作为戒酒楼的日常经费来源。后来，一些水手在这里编写了许多小段的戒酒歌，这些戒酒歌被编辑收录到《华北戒酒会作曲家》的书中。后来，各国军舰陆续撤离天津，戒酒楼及周边地区渐变成民居。庚子事变中，戒酒楼被火焚毁。

## 建筑风格
戒酒楼为一座二层砖木混合结构楼房，局部为三层。建筑的主入口设在转角处，建筑外立面为清水墙面，建筑顶部为平顶并设有女儿墙，转角处顶部做特殊处理，三层以上为穹窿顶塔楼，三面设有老虎窗，塔顶为盔式塔帽。建筑首层入口处为拱券形门窗，其窗楣带有放射状花饰。

## 内部链接
- 禁酒令